# Girls Can Tell
Girls Can Tell è il terzo album in studio del gruppo indie rock statunitense Spoon, pubblicato nel 2001.

## Tracce
Testi e musiche di Britt Daniel eccetto dove indicato.
1. Everything Hits at Once – 4:04
2. Believing Is Art – 4:19
3. Me and the Bean (John Clayton) – 3:33
4. Lines in the Suit – 3:47
5. The Fitted Shirt – 3:12
6. Anything You Want – 2:16
7. Take a Walk – 2:26
8. 1020 AM – 2:10
9. Take the Fifth – 3:56
10. This Book Is a Movie – 3:33
11. Chicago at Night – 2:47

## Formazione
- Britt Daniel - voce, chitarra, tastiera
- Joshua Zarbo – basso
- Jim Eno - batteria